# Carev Dvor
Carev Dvor (makedonska: Царев Двор) är en ort i Nordmakedonien. Den ligger i kommunen Resen, i den sydvästra delen av landet, 110 kilometer söder om huvudstaden Skopje. Carev Dvor ligger 863 meter över havet och antalet invånare är 605.